# Terre d'Enderby
Pour les articles homonymes, voir Enderby.

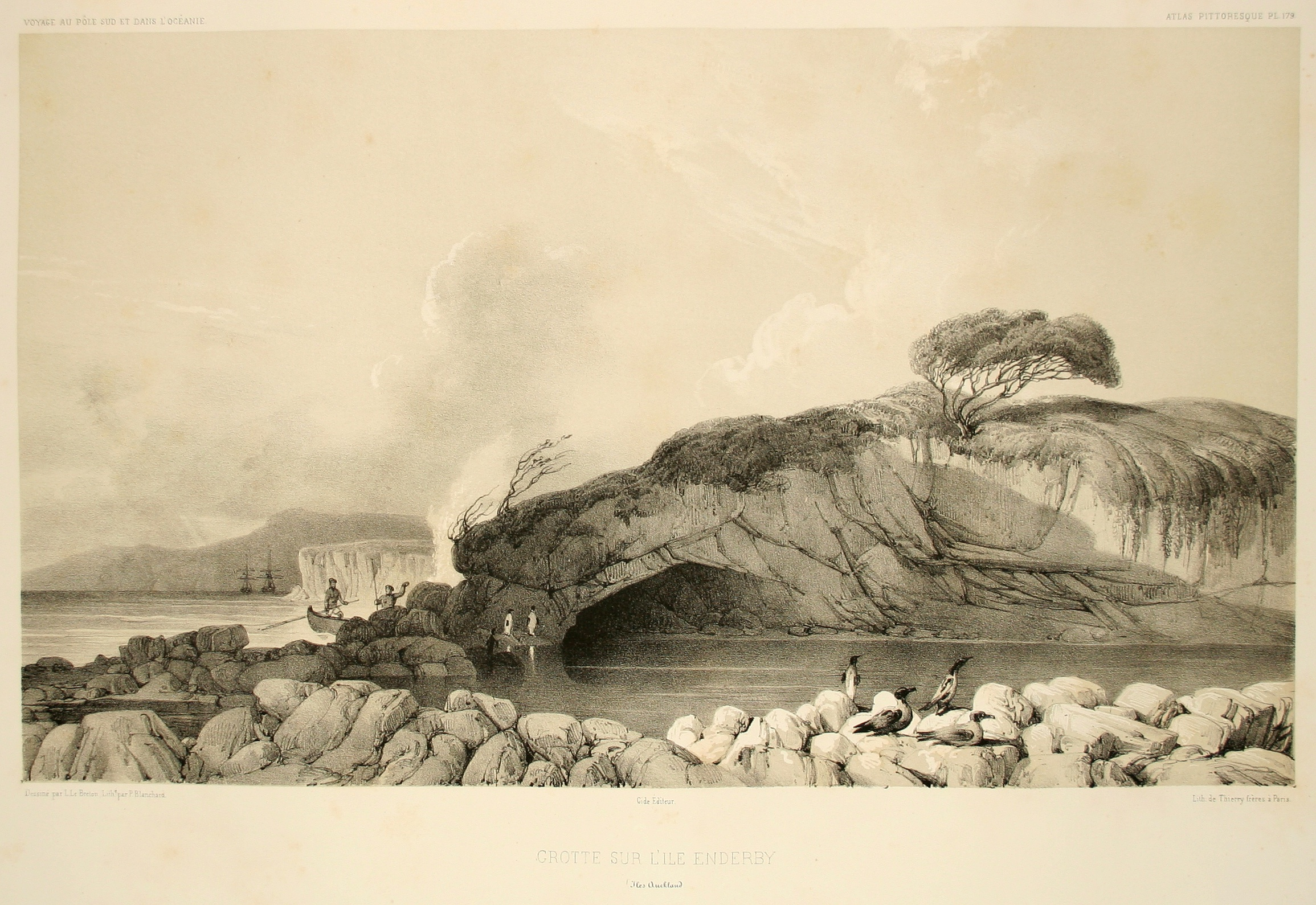
Enderby par Louis Le Breton

La terre d'Enderby ou terre Enderby est une vaste région du Territoire antarctique australien, qui s'étend du glacier Shinnan à la baie William Scoresby (en). Plus précisément, ce plateau commence à la Côte du Prince Olav, à l'ouest et se poursuit jusqu'à la baie Edward VIII et la côte Kemp à l'Est.
Elle a été découverte en février 1831 par John Biscoe et fut nommée d'après les frères Enderby (en) de Londres, les propriétaires du navire utilisé, le Tula.

## Géographie
La région se caractérise sur sa plus grande surface sous la forme d'un plateau stérile, recouvert d'une épaisse couche de glaces crevassées, la terre d'Enderby offre un relief plus accidenté et haché le long de la côte où les montagnes Napier (en) culminent à 2 300 m.

## Histoire

### Expédition baleinière du Tula et du Lively / John Biscoe 1831
En 1830, les armateurs de baleiniers de Londres dont les Enderby, riches propriétaires et gestionnaires d'une entreprise de chasse à la baleine de Londres, demandent à John Biscoe de prendre le commandement du Tula et du Lively, navires jaugeant respectivement 150 et 49 tonnes. Leur expédition de découverte a pour but d'explorer les lointaines latitudes sud pour en ramener des données cartographiques utilisables pour la chasse à la baleine.
Ils visiteront les îles Sandwich du Sud et les îles Shetland du sud, et découvrent une nouvelle côte du continent Antarctique qu'ils baptisent Enderby Land, le 28 février 1831, en hommage aux armateurs principaux de cette expédition.
À son retour à Londres, John Biscoe publie un rapport de son voyage expéditionnaire. Il est récompensé par la «Royal premium of the Royal Geographical Society» et similairement honoré par la Société de géographie de Paris pour ses précieuses contributions à la découverte des terres australes.

### Expédition australe du SS Norvegia / Ola Olstad 1929 -1930
Une nouvelle expédition est encore financée par Lars Christensen pour prendre possession de l'île Pierre Ier au nom de la Norvège, rechercher des nouvelles eaux riche en poissons en Atlantique sud et explorer les eaux peu connues du Pacifique sud. Le SS Norvegia (ekk)  prend la direction de l'Antarctique avec :
- Ses hommes-clés
  - Ola Olstad, commandant d'expédition, premier homme à débarquer  sur l'île.
  - Le Capitaine Larsen, commandant de bord qui planta le drapeau sur l'île.

Durant l'été 1929-1930, le SS Norvegia  du capitaine Larsen avec à son bord l'expédition commandée par Ola Olstad après pris possession de l'Île Pierre Ier le 2 février 1929 poursuit le troisième objectif de sa mission en direction du Pacifique Sud. Ils vont être amenés à découvrir de nouveaux rivages côtiers de cette région qu'ils nommeront Dronning Maud Land (Queen Maud Land) ainsi que d'autres territoires sur la côte-ouest de la terre d'Enderby. De cette fabuleuse expédition, il existe des clichés en noir et blanc, qui permettent de voir à quoi ressemblait ce rivage. Il faudra cependant attendre 1936, pour qu'un premier homme australien foule aux pieds ce territoire.

### Histoire récente
La région est également le site de station de recherche antarctique ouvert par l'URSS en 1963.
La terre d'Enderby fait partie intégrante du Territoire antarctique australien. La région est administrée par le Département australien de l'Antarctique qui supporte divers projets scientifiques et administre aussi le territoire sub-antarctique des îles Heard-et-MacDonald.

## Numismatique
Une pièce de collection Enderbyland 1 Sovereign 1991 a été frappée en 1991 par la Norvège.